# Lorraine Pilkington
Lorraine Pilkington (* 18. April 1974 in Dublin) ist eine irische Schauspielerin.

## Leben und Karriere
Die Absolventin der Gaiety School of Acting debütierte in einer größeren Rolle an der Seite von Beverly D’Angelo im Filmdrama Miracle – Ein geheimnisvoller Sommer (1991) von Neil Jordan. Im britisch-irischen Filmdrama Gold in the Streets (1996) war sie an der Seite von James Belushi zu sehen; in der Komödie Last of the High Kings (1996) spielte sie eine größere Rolle neben Catherine O’Hara, Jared Leto, Christina Ricci und Gabriel Byrne. Das irische Sportdrama Der Boxer (1997) – in dem sie an der Seite von Daniel Day-Lewis auftrat – wurde in drei Kategorien – darunter als Bester Film – Drama – für den Golden Globe nominiert.
In der Komödie Human Traffic (1999) übernahm Pilkington eine der Hauptrollen. Eine der Hauptrollen spielte sie ebenfalls – neben Joanne Whalley – im Thriller Endless Sins (2000). Eine weitere Hauptrolle folgte im britisch-mexikanischen Thriller Endstation Mexico (2004).
Pilkington ist seit 2001 mit dem Regisseur Simon Massey verheiratet und hat zwei Kinder.

## Filmografie (Auswahl)
- 1991: Miracle – Ein geheimnisvoller Sommer (The Miracle)
- 1994: All Things Bright and Beautiful
- 1995: Runway One
- 1996: Gold in the Streets
- 1996: Auf der Suche nach Finbar (The Disappearance of Finbar)
- 1996: Last of the High Kings (The Last of the High Kings)
- 1997: Skin and Blisters (Kurzfilm)
- 1997: Der Boxer (The Boxer)
- 1998: Der amerikanische Neffe (The Nephew)
- 1998: Ich hab um dich geweint (Her Own Rules)
- 1999: Human Traffic
- 1999: Four Fathers
- 2000: Endless Sins (Breathtaking)
- 2000–2002: Monarch of the Glen (Fernsehserie)
- 2001: My Kingdom
- 2003: The Clinic (Fernsehserie)
- 2004: Every Time You Look at Me
- 2004: Endstation Mexico (Conejo en la luna / Rabbit on the Moon)
- 2006: In a Day
- 2006: After Thomas
- 2007: Rough Diamond (Fernsehserie)